# Навережское
Навережское или Навережье — озеро на юго-западе Пожеревицкой волости Дедовичского района Псковской области. Расположено на Судомской возвышенности.
Площадь — 2,2 км² (215 га, с 3 островами — 217,0 га). Максимальная глубина — 3,2 м, средняя глубина — 1,5 м. Площадь водосборного бассейна — 13,7 км².
Проточное. Относится к бассейну реки Судома, притока Шелони.
В 0,5 км к востоку расположена деревня Навережье.
Тип озера плотвично-окуневый. Массовые виды рыб: щука, плотва, окунь, карась, ерш, линь, вьюн, красноперка, язь, пескарь, щиповка, голец (раки исчезли в 1970-е).
Для озера характерны: крутые и низкие берега, луга, огороды, поля, заболоченные участки; в центре — ил, в литорали — песок, камни, заиленный песок, ил, коряги, сплавины; бывают заморы.